# Hochnissl
Le Hochnissl est une montagne qui s’élève à 2 547 m d’altitude dans les Karwendel, en Autriche.